# Stjernøya
Stjernøya (nordsamisk Stierdná) er en ø i Troms og Finnmark fylke i Norge. Den har et areal på 245,03 km². Øen er adskilt fra Seiland i øst af Rognsundet, fra Sørøya i nord af Sørøysundet, og fra fastlandet i syd af Stjernsundet. Den er delt mellem kommunerne Alta, Hasvik og Loppa. Bosætningen er koncentreret til bebyggelserne Store Kvalfjord og Pollen, begge i Alta kommune. Stjernøya har flere fjelde der er over 900 meter over havet og højest er Kjerringfjordfjellet på 960 meter over havet.
Stjernøya er historisk set også sommerland for rendriftssamer fra Kautokeino. Fra april til oktober er øen tilholdssted for ca. 2000 rensdyr og flere samiske familiegrupper, som i sommerhalvåret hvert år er mere eller mindre bofaste på øen.
I Lillebukt på sydsiden af øen har der siden 1961 været et stenbrud for mineralet nefelinsyenit der anvendes i glas og keramikproduktion. På grund af faren for sneskred udløser mineselskabet fra tid til anden kontrollerede skred.